# Васко Попа
Васко Попа е югославски писател и поет, етнически румънец от Войводина, сред най-значимите сръбски поети на ХХ век.

## Биография
Роден е на 29 юни 1922 г. в Гребенац в района на Бела църква. По произход е румънец. Основно училище и гимназия завършва във Вършац. Започва да следва във Философския факултет на Белградския университет. Продължава следването си в Букурещ и Виена.
През Втората световна война е затворен в германския концентрационен лагер в Зренянин (Бечкерек по онова време). След края на войната завършва романска филология във Философския факултет на Белградския университет през 1949 година.
Първите си стихотворения публикува във вестниците „Книжевне новине“ и „Борба“. Първата му стихосбирка „Кора“ (1953) заедно със стихосбирката на Миодраг Павлович „87 песама“ се счита за начало на модерната сръбска следвоенна поезия. Още с тази първа книга името му се превръща в символ на модерното писане, а поетиката ѝ оказва огромно влияние върху цяло поколение сръбски поети. След „Кора“ Попа публикува следните стихосбирки: „Непочин поље“ (1956), „Споредно небо“ (1968), „Усправна земља“ (1972), „Вучја со“ (1975), „Кућа насред друма“ (1975), „Живо месо“ (1975), „Рез“ (1981), както и цикъла стихотворения „Мала кутија“ (1984), част от бъдещата книга „Гвоздени сад“, която така и не успява да завърши.
От 1954 до 1979 година работи като редактор в издателска къща „Нолит“ в Белград.
Васко Попа е сред най-превежданите югославски поети, а и сам е преводач от френски. Във Вършац на 29 май 1972 г. основава Књижевна општина Вршац (КОВ) и открива необикновена издателска поредица на принципа на абонамента, наречена „Слободно лишће“. Същата година е избран като дописен член на Сръбската академия на науките и изкуствата. Съосновател е на Войводинската академия на науките и изкуствата в Нови Сад на 14 декември 1979 г.
Женен е за Йованка Сингер Попа (1923 – 2000), родом от Вършац, наричана Хаша, професор във Факултета по архитектура на Белградския университет.
Умира в Белград на 5 януари 1991 г. Погребан е на Алеята на почетните граждани на Новото гробище.

## Цикъл от книги
Поетиката на Васко Попа е отворена към афоризма, пословицата, елиптичен е и свързан с езиковите игри. Езикът му е обран и лапидарен. Пише кратки стихотворения без рима, които метрически са близки до сръбската народна поезия.
През живота си публикува 8 стихосбирки, които образуват цикъл:
- „Кора“ – 1953
- „Непочин поље“ – 1956
- „Споредно небо“ – 1968
- „Усправна земља“ – 1972
- „Вучја со“ – 1975
- „Кућа насред друма“ – 1975
- „Живо месо“ – 1975
- „Рез“ – 1981

## Признание
Васко Попа е първият носител на „Бранкова награда“ за поезия, учредена в Сремски Карловци в памет на поета от XIX век Бранко Радичевич. През 1957 г. печели „Змаева награда“, през 1968 г. – Австрийската държавна награда за европейска литература, през 1976 г. – наградата за поезия „Бранко Милкович“, а през 1983 г. – литературната награда „Скендер Куленович“.
В негова памет е учредена наградата „Васко Попа“.